# Max Ludwig Rohde

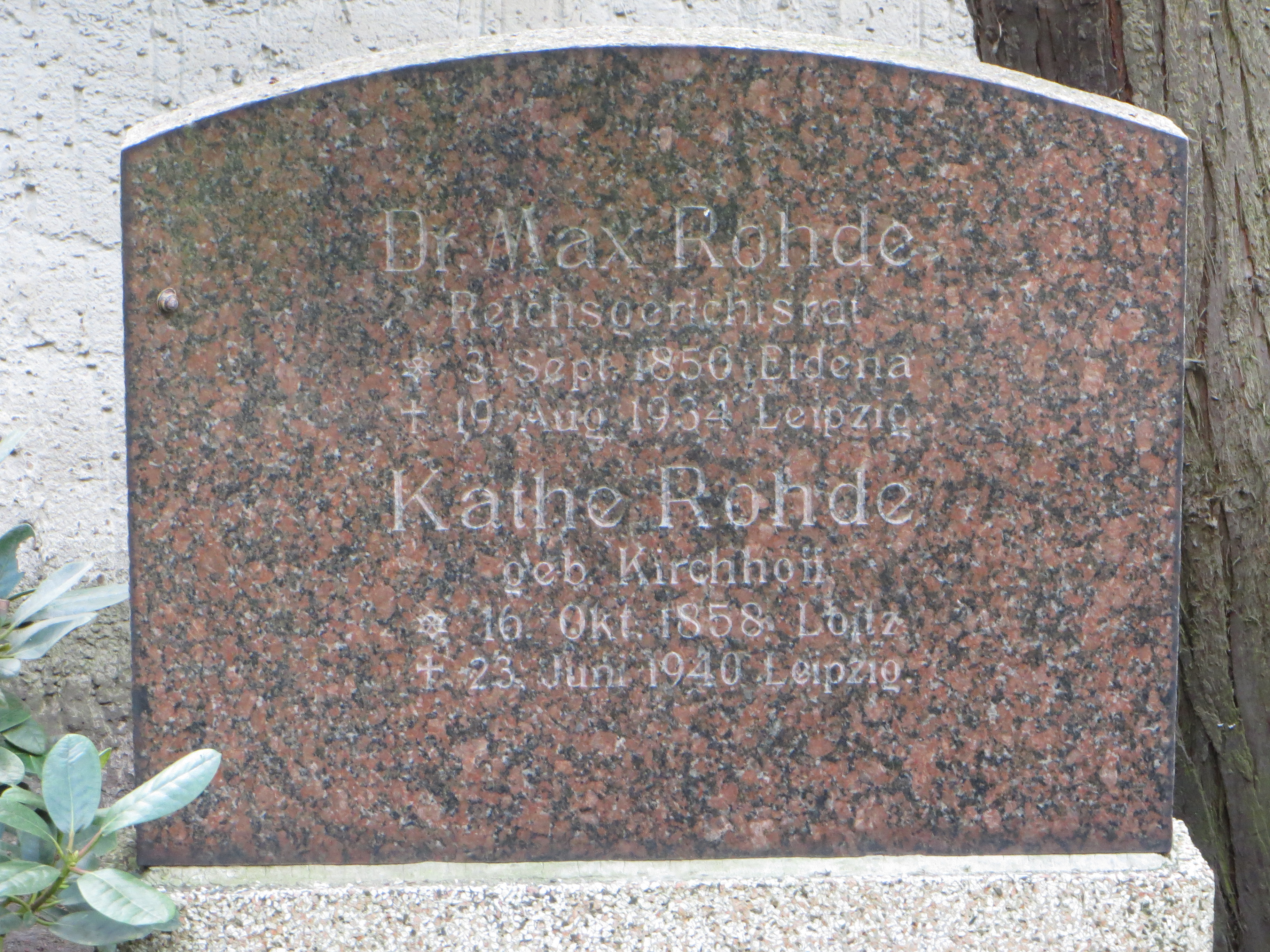
Grab Max Rohde, Alter Friedhof (Greifswald) 2014

Max Ludwig Rohde (* 3. September 1850 in Eldena/Kreis Greifswald; † 19. August 1934 in Leipzig) war ein deutscher Reichsgerichtsrat.

## Leben
Rohde ging in Greifswald zur Schule. 1873 wurde er auf den preußischen Landesherrn vereidigt. 1878 wurde er Kreisrichter. 1879 erfolgte die Ernennung zum Amtsrichter. Zum Landrichter wurde er 1890 zum Landgerichtsrat 1892 befördert. 1894 wurde er Oberlandesgerichtsrat. 1904 kam er an das Reichsgericht. Er war im III. und V. Strafsenat tätig. Er trat 1917 in den Ruhestand.

## Familie
Er war der Sohn des Ökonomierates Ottomar Rohde (1816–1881), Professor an der Landwirtschaftlichen Akademie Eldena, und Schwager des Historikers Max Lenz (1850–1932).